# Firma
Eine Firma (abgekürzt: Fa.; von lateinisch firmare ‚beglaubigen‘, ‚befestigen‘) ist der Name, unter dem ein Kaufmann seine Geschäfte betreibt und seine Unterschrift leistet (§ 17 Abs. 1 HGB). Er kann unter seiner Firma klagen und verklagt werden (§ 17 Abs. 2 HGB). Man spricht auch von einer Firmierung. Freiberufler und andere Selbständige incl. Kleingewerbetreibende treten im Geschäftsleben dagegen unter ihrem bürgerlichen Namen auf oder führen eine Geschäftsbezeichnung. Im Markenrecht werden Firma und Geschäftsbezeichnung dem Begriff der Unternehmenskennzeichen zugeordnet, § 5 Abs. 2 MarkenG.
Die Firma ist ein wesentlicher Bestandteil der Unternehmenspersönlichkeit (Corporate Identity) von Konzernen und größeren mittelständischen Unternehmen. Bei einer Übernahme eines Unternehmens kann die Firma beibehalten werden, wenn der vorherige Eigentümer zustimmt – oder im Todesfall dessen Erben (§ 22 HGB).
Die Wahl der Firma wie auch der Rechtsform und der Firmenzusätze zählt zu den strategischen Grundsatzentscheidungen bei der Unternehmensgründung. Firma und Firmenzusätze stellen für Handelsbetriebe ein Mittel zur psychologischen Segmentierung dar.

## Deutsches Recht
Zur Führung einer Firma sind nach deutschem Handelsrecht nur Kaufleute berechtigt. Andere Gewerbetreibende können eine Geschäftsbezeichnung führen. Ein solches Handelsgewerbe muss in das Handelsregister eingetragen werden. Die Eintragung hat für die Firma jedoch lediglich deklaratorische Bedeutung. Die Firma muss als Zusatz in jedem Fall die Rechtsform oder den Kaufmannszusatz (s. u.) beinhalten (vgl. §§ 17 ff. HGB).

### Firmengrundsätze
Firmenzusatz
In jedem Fall muss die Firma einen Zusatz enthalten, der die Rechtsform (oder eine allgemein verständliche Abkürzung) des Unternehmens angibt, z. B. e. K. (§ 19 Abs. 1 Nr. 1 HGB), Muster OHG (§ 19 Abs. 1 Nr. 2 HGB), Muster GmbH (§ 4 GmbHG), Muster AG (§ 4 AktG).
Firmenklarheit
Die Firma muss zur Kennzeichnung geeignet sein (sogenannte „Namensfunktion“) und Unterscheidungskraft besitzen (§ 18 Abs. 1 HGB). An der Namensfunktion fehlt es z. B. bei einer aus nichtlateinischen Buchstaben oder reinen Bildzeichen gebildeten Firma. Unterscheidungskraft fehlt bei reinen Gattungsbezeichnungen, z. B. „Consulting GmbH“ ohne weitergehendes Kennzeichnungsmerkmal. Die grafische Gestaltung des Schriftbildes ist namensrechtlich und somit auch firmenrechtlich irrelevant. Das Registergericht ist deshalb nicht an die Zeichenformatierung gebunden, die das Unternehmen in der Anmeldung zum Handelsregister gewählt hat. Es steht dem Unternehmen jedoch grundsätzlich frei, die von ihm selbst der Anmeldung zugrunde gelegte Schreibweise der Firma im Rechtsverkehr zu verwenden.
Firmenwahrheit
Der allgemeine Grundsatz der Firmenwahrheit war das oberste Prinzip des früheren Firmenrechts; danach musste für Außenstehende erkennbar sein, wer Firmeninhaber ist und welche Art von Unternehmung vorliegt. Das Prinzip bleibt nach Einführung des aktuellen Firmenrechts im Jahre 1998 wichtig, gilt aber abgeschwächt. Firmenwahrheit bedeutet heute: Die Firma darf nicht irreführend sein, das heißt geeignet, „eine Täuschung über die Art und den Umfang des Geschäfts oder die Verhältnisse des Geschäftsinhabers herbeizuführen“ (§ 18 Abs. 2 HGB). Das Führen der Bezeichnungen „Bank“, „Bankier“ oder „Sparkasse“ im Firmennamen ist nach § 39 Abs. 1 KWG grundsätzlich nur Kreditinstituten gestattet, die eine Banklizenz nach § 32 KWG besitzen.
Firmenausschließlichkeit
Jede Firma muss sich von anderen Firmen unterscheiden, die bereits im Handelsregister eingetragen sind und sich in derselben Gemeinde befinden (§ 30 Abs. 1 HGB). Siehe Hauptartikel: Firmenausschließlichkeit.
Firmenbeständigkeit
Die bisherige Firma kann fortgeführt werden, auch wenn eine Namensänderung (z. B. Heirat), eine Übertragung der Firma (z. B. Kauf, Erbschaft) oder eine Änderung im Gesellschafterbestand erfolgte (§§ 21 ff. HGB). Um Verwechselungen zu vermeiden, kann bei Übergabe der Firma nicht allein der Name verkauft werden; diese ist nur kaufbar, wenn die Branche beibehalten wird (§ 23 HGB).
Firmenöffentlichkeit
Jeder Kaufmann muss seine Firma, den Ort (Sitz) und die inländische Geschäftsanschrift in das Handelsregister eintragen lassen (§ 29 HGB). In jedem Geschäftsbrief muss die Firma mit Rechtsformzusatz, zustellfähiger Anschrift und weiteren Angaben genannt werden.
Firmeneinheit
Nach dem Grundsatz der Firmeneinheit darf ein Kaufmann für ein und dasselbe Unternehmen nur eine Firma führen; von der Rechtsprechung  hergeleitet aus § 17 HGB. Unbeschadet davon kann er seine Produkte unter verschiedenen Marken anbieten.

### Firmenarten
Personenfirma
Als Firma gibt ein Einzelkaufmann seinen Vor- und Nachnamen oder eine Gesellschaft den Namen eines oder mehrerer Gesellschafter an, z. B. Henkel KGaA nach dem Unternehmensgründer Friedrich Karl Henkel.
Fantasiefirma
Als Firma wird irgendein Ausdruck frei gewählt, z. B. Infineon oder Amazon.
Sachfirma
Als Firma wird die Tätigkeit des Unternehmens sachlich beschrieben, z. B. Bankaktiengesellschaft.
Mischfirma
Eine Kombination aus Personen-, Fantasie- und/oder Sachfirma, z. B. Tchibo – Carl Tchilling-Hiryan-Kaffeebohnen.
Wie auch bei Markennamen werden im Zuge der Globalisierung vermehrt international funktionierende Kunstbegriffe eingesetzt, welche erstens in möglichst vielen Sprachen aussprechbar sind, zweitens weltweit weitestmöglich unbesetzt sind (z. B. keine Treffer in Internet-Suchmaschinen vor der Firmierung), drittens in jeder Sprache positive Assoziationen wecken; z. B. „Novartis“, das die lateinischen Ausdrücke für neu und Kunst vereint.

### Firmenzusätze
Gesetze wie das Handelsgesetzbuch schreiben vor, dass eine Firma einen Zusatz enthalten muss, aus dem die Rechtsform bzw. die Kaufmannseigenschaft des Unternehmens zu ersehen ist (§ 19).
| Abkürzung                        | Vollständige Bezeichnung                                                                                                 |
| -------------------------------- | --- |
| e. K.                            | eingetragener Kaufmann oder eingetragene Kauffrau                                                                        |
| e. Kfm.                          | eingetragener Kaufmann                                                                                                   |
| e. Kfr.                          | eingetragene Kauffrau |
| OHG/oHG                          | Offene Handelsgesellschaft                                                                                               |
| GmbH & Co. OHG                   | Offene Handelsgesellschaft, mit mindestens einer GmbH als Gesellschafter, aber ohne natürliche Person als Gesellschafter |
| AG & Co. OHG                     | Offene Handelsgesellschaft, mit mindestens einer AG als Gesellschafter, aber ohne natürliche Person als Gesellschafter   |
| EWIV                             | Europäische wirtschaftliche Interessenvereinigung                                                                        |
| KG                               | Kommanditgesellschaft |
| GmbH                             | Gesellschaft mit beschränkter Haftung                                                                                    |
| gGmbH                            | Gemeinnützige GmbH |
| UG (haftungsbeschränkt)          | Unternehmergesellschaft (haftungsbeschränkt)                                                                             |
| AG                               | Aktiengesellschaft |
| SE                               | Europäische Gesellschaft (Societas Europaea)                                                                             |
| VVaG                             | Versicherungsverein auf Gegenseitigkeit                                                                                  |
| eG                               | eingetragene Genossenschaft                                                                                              |
| SCE                              | Europäische Genossenschaft (Societas Cooperativa Europaea)                                                               |
| eGmbH                            | eingetragene Genossenschaft mit beschränkter Haftung (veraltet)                                                          |
| eGmuH                            | eingetragene Genossenschaft mit unbeschränkter Haftung (veraltet)                                                        |
| KGaA                             | Kommanditgesellschaft auf Aktien                                                                                         |
| GmbH & Co. KG                    | Kommanditgesellschaft mit einer Gesellschaft mit beschränkter Haftung als Komplementärin                                 |
| UG (haftungsbeschränkt) & Co. KG | Kommanditgesellschaft mit einer Unternehmergesellschaft (haftungsbeschränkt) als Komplementärin                          |
| AG & Co. KG                      | Kommanditgesellschaft mit einer Aktiengesellschaft als Komplementärin                                                    |
| GmbH & Co. KGaA                  | Kommanditgesellschaft auf Aktien mit einer Gesellschaft mit beschränkter Haftung als Komplementärin                      |
| AG & Co. KGaA                    | Kommanditgesellschaft auf Aktien mit einer Aktiengesellschaft als Komplementärin                                         |

Keine Firma hat demgegenüber die Gesellschaft bürgerlichen Rechts (GbR), da sie keine Handelsgesellschaft ist. Sie kann lediglich eine firmenähnliche sogenannte Geschäftsbezeichnung führen.
Für Gläubiger und Kunden sind Zusätze zur Firma von Interesse, die über die wirtschaftlich Lage des Unternehmens Auskunft geben. So weist der Zusatz „i. In.“ bzw. „i. IN.“ darauf hin, dass das Insolvenzverfahren eröffnet wurde. Der Zusatz „i. L.“ (in Liquidation) weist auf ein laufendes Liquidationsverfahren zur Beendigung der Firma hin.

### Firmenschutz

#### Registergerichtliches Firmenmissbrauchsverfahren
Das Registergericht kann von Amts wegen dafür sorgen, dass eine unzulässige Firma nicht weiterverwendet wird. Dafür steht ihm nach § 37 Abs. 1 HGB die Möglichkeit offen, ein Ordnungsgeld für den Fall anzudrohen, dass die Firma nicht zügig gelöscht wird. Das Registergericht kann bereits bei einem bloß objektiven Verstoß gegen das Firmenrecht tätig werden, ein fremdes Firmenrecht braucht also nicht verletzt zu sein. Die Einleitung des Firmenmissbrauchsverfahrens liegt im Ermessen des Gerichts, so dass es unter Abwägung der widerstreitenden Interessen einen unzulässigen Firmengebrauch auch dulden kann. Das Verfahren nach § 37 Abs. 1 HGB wird durch die Erhebung einer Klage gegen die unzulässige Firmenverwendung nach § 37 Abs. 2 HGB nicht berührt. Allerdings kann das Firmenmissbrauchsverfahren in diesem Fall ausgesetzt werden (§ 381 FamFG).

#### Privatrechtliche Unterlassungsansprüche
Gemäß § 37 Abs. 2 Satz 1 HGB kann derjenige, der durch den unbefugten Gebrauch einer Firma durch einen anderen in seinen Rechten verletzt ist, von diesem Unterlassung des Gebrauchs verlangen. Neben der Verletzung absoluter Rechte kommt auch jede weitere Beeinträchtigung eines rechtlichen Interesses wirtschaftlicher Art in Betracht. Einen Anspruch auf Einleitung eines Firmenmissbrauchsverfahrens nach § 37 Abs. 1 HGB gewährt § 37 Abs. 2 HGB nicht.
Der privatrechtliche Unterlassungsanspruch des § 37 Abs. 2 HGB setzt kein Verschulden voraus; deshalb bleiben auf anderen Vorschriften beruhende Ansprüche auf Schadensersatz unberührt, § 37 Abs. 2 Satz 2 HGB. Als solche kommen etwa deliktsrechtliche Ansprüche (§ 12, § 823 Abs. 2 BGB i. V. m. § 37 Abs. 2 HGB, § 826 BGB), der markenrechtliche Schadensersatzanspruch (§ 15 Abs. 5 i. V. m. § 5 Abs. 2 Markengesetz) und der wettbewerbsrechtliche Schadensersatzanspruch (§§ 3, 5 und 9 UWG) in Betracht.
Neben dem in § 37 Abs. 2 Satz 1 HGB normierten Unterlassungsanspruch können sich Unterlassungsansprüche auch aus dem allgemeinen Zivilrecht (§ 1004 Abs. 1 BGB analog i. V. m. §§ 823 Abs. 1, 12 BGB), dem Markenrecht (§ 15 Abs. 4 i. V. m. § 5 Abs. 2 Markengesetz) und dem Wettbewerbsrecht (§§ 3, 5, 8 UWG) ergeben.

## Österreichisches Recht
Für die Firmengrundsätze und -arten gilt das für Deutschland Gesagte entsprechend, wobei hier die Regelungen der §§ 17 ff. UGB, insbesondere auch § 19 UGB, Anwendung finden. Als zulässige Firmenzusätze gelten:
| Unternehmensform                                                               | Rechtsformzusätze           | Rechtsformzusätze                                         |
| Unternehmensform                                                               | Bis 31. Dezember 2006       | Ab 1. Januar 2007 (Inkrafttreten der Handelsrechtsreform) |
| ------------------------------------------------------------------------------ | --------------------------- | --------------------------------------------------------- |
| Einzelkaufmann (vormals) Einzelunternehmer (seit 1. Januar 2007)               | kein Rechtsformzusatz       | e.U. eingetragener Unternehmer eingetragene Unternehmerin |
| Offene Handelsgesellschaft (vormals) Offene Gesellschaft (seit 1. Januar 2007) | OHG kein Rechtsformzusatz   | OG                                                        |
| Kommanditgesellschaft                                                          | KG kein Rechtsformzusatz    | KG                                                        |
| Offene Erwerbsgesellschaft                                                     | OEG                         | wurde zur Offenen Gesellschaft                            |
| Kommandit-Erwerbsgesellschaft                                                  | KEG                         | wurde zur Kommanditgesellschaft                           |
| Gesellschaft mit beschränkter Haftung                                          | GmbH oder Ges.m.b.H.        | GmbH oder Ges.m.b.H.                                      |
| Aktiengesellschaft                                                             | AG                          | AG                                                        |
| Genossenschaft                                                                 | registrierte Genossenschaft | eingetragene Genossenschaft bzw. e. Gen.                  |
| Europäische wirtschaftliche Interessenvereinigung                              | EWIV                        | EWIV                                                      |
| Europäische Gesellschaft (Societas Europaea)                                   | SE                          | SE                                                        |
| Europäische Genossenschaft (Societas Cooperativa Europaea)                     | SCE                         | SCE                                                       |

## Schweizerisches Recht
Nach schweizerischem Recht ist die Firma der gewählte Name des Unternehmensträgers. Der Inhalt der Firma muss der Wahrheit entsprechen, darf keine Täuschungen verursachen und darf keinem öffentlichen Interesse zuwiderlaufen (Art. 944 Abs. 1 OR).

### Einzelunternehmen
Nach Art. 945 OR muss die Firma eines Einzelunternehmens zwingend den Nachnamen des Inhabers enthalten. Die Verwendung eines Zusatzes, der ein Gesellschaftsverhältnis andeutet, ist unzulässig (Art. 945 Abs. 3 OR).
Der Firmenschutz eines Einzelunternehmens beschränkt sich auf den Ort der wirtschaftlichen Tätigkeit. Wird von einer Person gleichen Nachnamens im gleichen Ort ein Einzelunternehmen gegründet, so muss dieses durch Zusätze wie den Vornamen deutlich vom schon bestehenden Unternehmen unterschieden werden können (Art. 946 OR).

### Kollektiv-, Kommandit- und Kommanditaktiengesellschaft
Die Firma einer Kollektiv-, einer Kommandit- oder einer Kommanditaktiengesellschaft muss zumindest den Nachnamen eines unbeschränkt haftenden Gesellschafters enthalten. Die Firma darf weder den Namen eines nicht unbeschränkt haftenden Gesellschafters noch eines ausgeschiedenen Gesellschafters enthalten. Wird eine nicht unbegrenzt haftende Person in der Firma aufgeführt, so haftet sie gegenüber den Gläubigern dadurch nun auch in unbegrenzter Höhe. Die Firma muss zudem einen das Gesellschaftsverhältnis andeutenden Zusatz wie & Co., & Partner, & Cie. oder & Söhne enthalten (Art. 947 und Art. 948 OR), sofern nicht bereits alle unbeschränkt haftenden Gesellschafter aufgeführt sind. Ist letzteres der Fall, so ist das Führen eines auf ein Gesellschaftsverhältnis hindeutenden Zusatzes unzulässig. Die in Deutschland vorgeschriebene gesonderte Kennzeichnung der Kommanditgesellschaft ist in der Schweiz nicht notwendig. Das in Deutschland für die Kommanditgesellschaft vorgeschriebene Kürzel KG ist in der Schweiz gar unzulässig, da es nicht gebräuchlich ist und Verwechslungsgefahr mit der Kollektivgesellschaft, die der deutschen Offenen Handelsgesellschaft (OHG) ähnlich ist, besteht.
Der Firmenschutz beschränkt sich bei diesen drei Gesellschaften ebenfalls auf den Ort der wirtschaftlichen Tätigkeit.

### Aktiengesellschaft, GmbH und Genossenschaft
Aktiengesellschaften, Gesellschaften mit beschränkter Haftung und Genossenschaften können ihre Firma nach Art. 950 OR frei wählen, müssen jedoch die Rechtsform immer beinhalten. Die Firma einer dieser drei Gesellschaftsformen muss sich von jeder anderen in der Schweiz eingetragenen Firma in der gleichen Rechtsform deutlich unterscheiden (Art. 951 Abs. 2 OR). Zudem sind auch reine Sachbezeichnungen wie beispielsweise Reinigungs AG verboten.